# Guildhall School of Music and Drama

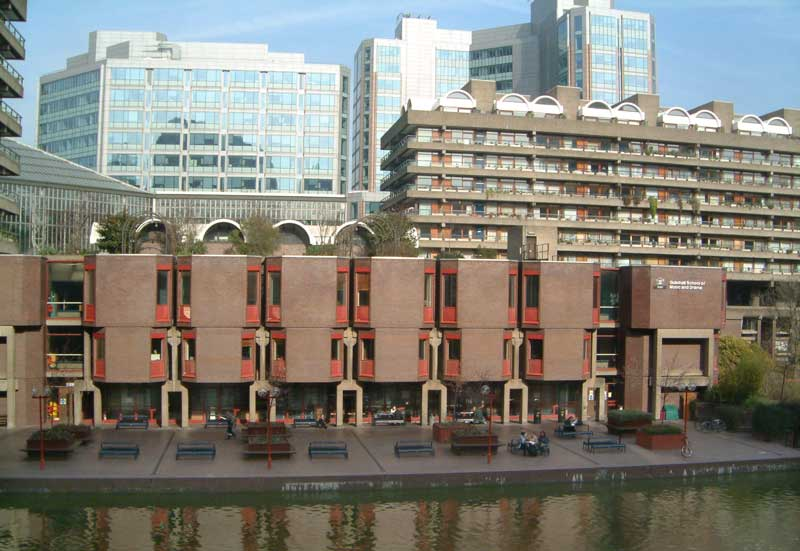
Het schoolgebouw aan Barbican Lake.

De Guildhall School of Music and Drama is een conservatorium voor muziek en toneelschool, geopend op 27 september 1880 in het centrum van Londen. De school is genoemd naar de Guildhall, die vlakbij ligt. Het instituut voor hoger onderwijs heeft in de loop der jaren een groot aantal scheppend en uitvoerend kunstenaars opgeleid.

## Geschiedenis
De Guildhall is de oudste gemeentelijke muziekschool in het land. Het eerste cursusjaar in 1880 voor 62 parttime studenten in een verlaten pakhuis. Een eigen onderkomen met meer ruimte werd in 1886 voltooid door de Londense stadsarchitect Horace Jones (1819-1887).
Tot 1935 was de naam de Guildhall School of Music. In 1982 verhuisde de instelling naar een complex in het Barbican Estate, een complex van flatgebouwen en cultuurinstellingen in de City of London. De school ligt naast het Barbican Centre, waarin onder andere een concertzaal en theaterzalen zijn ondergebracht.

## De school nu
Tegenwoordig verwelkomt de Guildhall School of Music and Drama jaarlijks bijna 700 studenten. Als gevolg van de internationale reputatie van de school komt meer dan een derde van hen van buiten het Verenigd Koninkrijk. Het niveau van het geboden onderwijs in muziek en toneel wordt beschouwd als toonaangevend. De expertisegebieden reiken van opera tot theatertechniek. De school beschikt zelf over alle nodige faciliteiten, zoals een podiumzaal met 308 stoelen, maar verzorgt ook opvoeringen in diverse Londense theaters omdat het uitganspunt is dat leren voornamelijk in de praktijk plaatsvindt.
De belangrijkste prijs die de school uitreikt, de Gold Medal, wordt sinds 1915 uitgereikt aan veelbelovende studenten. De prijs wordt sinds 1950 om het jaar toegekend aan een zanger(es) en een instrumentalist. De finales vinden gewoonlijk plaats in mei in de Barbican Hall in het vlakbijgelegen Barbican Centre.
De Corporation of London, een stedelijke cultuurorganisatie, verstrekt subsidie en is eigenaar van het onroerend goed.

## Docenten
De Australische componist Frank Wright combineerde zijn post vanaf 1935 met een betrekking aan het Trinity College of Music. Ook Robert Saxton bekleedde een invloedrijke positie als Head of Composition. Een van de huidige docenten is jazztrombonist Jiggs Whigham, tevens dirigent van de Big Band van de BBC.

## Alumni
Bekende musici, acteurs en theatermakers die hebben gestudeerd aan de school zijn:
- Ewan McGregor, acteur
- Hayley Atwell, actrice
- Thomas Adès, componist, pianist, dirigent
- Dame Eileen Atkins, schrijfster en actrice
- Dido Armstrong, zangeres en songwriter
- Max Beesley, acteur
- Nathan Berg, operazanger, winnaar van een Gold Medal in 1993
- Honor Blackman, actrice
- Claire Bloom, actrice
- Orlando Bloom, acteur
- Alison Blunt, violist en componist
- Peter Bording, Nederlands operazanger

- Michaela Coel, actrice, scenarioschrijfster, dichteres en toneelschrijfster
- Daniel Craig, acteur
- Liza Ferschtman, Nederlands violiste
- Joseph Fiennes, acteur
- James Galway, fluitist
- Shirley Henderson, actrice
- Damian Lewis, acteur
- Tasmin Little, violist, winnaar van een Gold Medal in 1986
- Stuart MacRae, componist
- Art Malik, acteur
- George Martin, producer

- Maria Milstein, violiste
- Alistair McGowan, acteur, komiek, ambassadeur van het WNF
- Ian Mosley, Engelse drummer van progressieve rockbands als Marillion
- Anne Sofie von Otter, Zweedse operazangeres
- Jacqueline du Pré, celliste, winnaar van een Gold Medal in 1960
- Margriet van Reisen, Nederlandse operazangeres
- Ed Spanjaard, Nederlands dirigent en pianist
- Fumio Tamura, Japans componist, dirigent
- Bryn Terfel, operazanger, winnaar van een Gold Medal in 1989
- Candida Thompson, Brits violist, orkestleidster in Nederland
- Rachel Podger, Brits violiste en dirigente